# Maroscsüged
Maroscsüged (románul: Ciugud) falu Romániában, Erdélyben, Fehér megyében.

## Fekvése
Gyulafehérvártól öt kilométerre délkeletre található. Egybeépült a Maros bal partján fekvő Limbával.

## Nevének eredete
Neve magyar személynévi eredetű. Írott alakváltozatai: Chergewd, Chergwd és Chegwed (1299), Sugud (1323), Chigud (1335), Chwgud (1477), Swgod (1587), Csűgőd (1676), Csűged (1684), Csüged (1733), Csugud (1750), Maros-Tsüged (1839).

## Története
A Gorneț dűlőben római kori és kora középkori település maradványaira bukkantak.
1335-ben plébánosát említették, tehát katolikus lakói is voltak. 1477-ben a Wass család birtoka volt. A 16. század óta román lakosságú. 1647-ben I. Rákóczi Györgyé volt. Fehér, majd Alsófehér vármegyéhez tartozott.

## Népessége
- 1900-ban 661 lakosából 658 fő volt román nemzetiségű. A népességből 350 fő ortodox és 309 görögkatolikus vallású volt.
- 2002-ben 469 lakosából 462 volt román nemzetiségű és 454 ortodox vallású.

## Híres emberek
- Itt született 1895-ben Coriolan Suciu görögkatolikus pap, történész, Erdély történeti helységnévtárának összeállítója.
- Itt született 1914-ben Candin Liteanu vegyész.
- Itt született 1921-ben Nicolae Giosan kommunista politikus.
- Itt született 1931-ben Petru Anghel költő.